# Svatobořice-Mistřín
Svatobořice-Mistřín è un comune della Repubblica Ceca facente parte del distretto di Hodonín, in Moravia Meridionale.
È stata sede di un piccolo lager nazista.